# Ernest Fernando
Ernest P. Fernando (* 26. Oktober 1938; † 16. Dezember 2022) war ein sri-lankischer Ringer.

## Karriere
Ernest Fernando begann während seiner Zeit am St. Mary’s College in Dehiwala mit dem Ringen. Er wurde 1963 nationaler Meister und nahm an den Olympischen Sommerspielen 1964 in Tokio in der Klasse bis 52 kg im Freistilringen teil. Fernando schied in der ersten Runde aus. Ein Jahr später beendete er seine Karriere.